# Sophie Hus

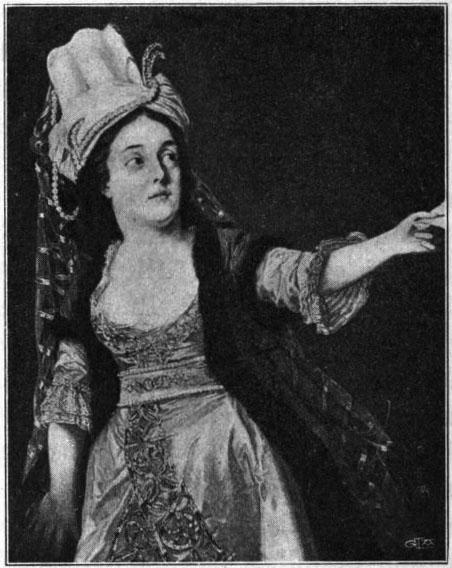
Sophie Hus

Marie-Sophie-Gabrielle Hus, också känd under sitt artistnamn Soulier, född Buguet i Toulon 1758, död i Sankt Petersburg i Ryssland okänt år (efter år 1831), var en fransk skådespelare och dansare. Hon var verksam i Sverige under den gustavianska tiden och senare i Ryssland. 

## Tidigt liv
Sophie Hus har i äldre svensk historieskrivning länge förväxlats med Adélaïde-Louise-Pauline Hus, vilket dock inte visade sig stämma. Sophie Hus var utomäktenskaplig dotter till Maria Buguet Soulier och Josef Buguet Soulier, cellist vid teatrarna i Nimes och Avignon, och halvsyster till musikern och sångaren Jean-Pierre Soulier. 
Hon var enligt Antoine Dauvergne student till Antoinette Saint-Huberty. Hennes första framträdande är noterat i Lyon 1772-1773, varefter hon var engagerad i Nantes 1777 och åter i Lyon 1780. Den 29 maj 1781 i Lyon gifte hon sig med balettmästaren Eugène Hus (Pierre-Louis Stapleton), som var dansmästare vid hovet i Turin och följde honom till Bordeaux. År 1783 separerade Sophie Hus och reste med sin syster Eugenie Buguet till Italien undan en skuld. 

## Tiden i Sverige
Sophie Hus engagerades år 1784 i Gustav III:s franska teater. Franska teatern, som var aktiv i Sverige 1781-1792, spelade vid hovet närhelst de blev ombedda och offentligt på Stora Bollhuset två gånger i veckan under vintern. 
Hus ska ha engagerats vid Sveriges franska teater för att förse teatersällskapets stjärna, Jacques Marie Boutet de Monvel med "en värdig motspelerska". Hon var då känd både för sitt artistskap och för sina förhållanden: hon sades ha haft "det glada besväret" att ruinera flera personer, bland dem hertigen av Zweibrücken. När hon anlände till Stockholm med sin mor och en kammarjungfru 1784 var hon ivrigt efterlängtad.     
Hus tillhörde de mer uppmärksammade medlemmarna av truppen och nämns ofta i historieböckerna. Hennes debut i Stockholm finns omnämnt i hertiginnan Charlottas berömda dagbok: "Man skulle kunna tro, att m:me Hus är världens underverk [...] alla var förtjusta", och grefvinnan Sophie så hänryckt, att man lätt kunde föreställa sig, att det ej fanns något jämförligt med den skådespelerskan". Hennes succé var enstämmig och hon ska ha väckt "allmän admiration". Applåderna upphörde inte ens efter att Hus hade stigit ned från scenen till orkestern för att se efterpjäsen efter att hon hade avslutat sin roll. 
Sophie Hus karaktäriseras som tragedienne i sitt rollfack som aktör. Hon spelade Tancréde och Adelaide de Guesclin av Voltaire inom tragedi och subrettroller inom komedi, kärlekskomedier av Marivaux och Sedaine och Beaumarchais. Hennes scenstil beskrivs som häftig och hon fick beröm för sitt distinkta uttal. Monvel ska enligt Hedvig Elisabet Charlotta ha visat henne en "särskild tillgivenhet". Hon bodde under sin tid i Sverige hos traktören De Land tre trappor upp i Daevelska huset vid Norrmalmstorg, där hon enligt fransk sed själv sålde biljetter till sina pjäser. Hon beskrivs som kortväxt och vacker, med ett pikant ansikte och ögon som beröms för sin uttrycksfullhet på och utanför scenen. Hon avmålades av Carl Fredric von Breda i Sverige 1786.              
Sophie Hus väckte uppseende i Stockholm genom sitt förhållande med den ryske ambassadören Arkadij Morkov, vars misslyckade försök att hjälpa henne att rymma från sitt svenska kontrakt till Ryssland blev till en pjäs av Carl Israel Hallman och en berömd essä av Oscar Levertin. Hon kom så småningom till Sankt Petersburg i Ryssland.

## Flyktförsöket
När hennes ryske älskare Arkadij Morkov år 1786 blev kallad tillbaka till Ryssland, ville Sophie Hus lämna Sverige, men förhindrades av sitt kontrakt att göra det öppet. Hon beslöt därför att illegalt bryta sitt kontrakt genom att lämna landet i hemlighet, och den 23 juli 1786 var hennes flykt den stora nyheten i Stockholm. Gjörwell skrev: "Sedan Markoff blivit befordrad till Ledamot af Geh. Stats-Conseljen i Petersburg, finner m:me Hus vårt klimat så odrägligt, att hon natten till i går och i dag anställde, jag kan icke säga, en luft-land- eller sjöresa härifrån, till icke ringa bestörtning för högre och lägre i Theaterdirectionen."
På drottningen Sofia Magdalenas namnsdag, Magdalenadagen, hade Sophie Hus medverkat i pjäsen Den inbillade sjuke på Drottningholms slottsteater, troligen i rollen som Toinette. Polismästaren Liljensparre, som hade Markoff under bevakning, uppmärksammade då att Markoff hade lämnat sin bostad och att Sophie Hus hade försvunnit. Han satte polisagenter på saken, som upptäckte att Markoff och hans sekreterare hade stämt möte med Sophie Hus, utklädd till man, och hennes kammarjungfru Therese Charles vid Nygatan. De mötte en major Aminoff i Stockholm och gick sedan till fots till Södermalmstorg, där Hus och Charles skjutsades av Aminoff genom Södertull. Liljensparre arresterade då Hus' mor och sände polisen efter dem "så långt som Sveriges Rikes landamären räckte".  
Polisen förföljde dem fram till Nyköping, där de arresterades 24 juli. Hus sattes sedan i arrest i Stockholm. Man hotade att separera henne från Charles, vilket hon förhindrade genom att simulera sjukdom. Hus och Charles fördes sedan tillbaka till Drottningholm. Sophie Hus krävde ett löfte om avsked efter påsk, något som efter medling av modern och Gustaf Mauritz Armfelt accepterades. Hon misstänkte sedan att Markoff "så tillstält hennes resa, at hon skulle gripas, och han så medelst få en plausible pretext at blifva henne qvitt".
Sophie Hus ansågs vara en av de mest framstående aktörerna inom Gustav III:s franska teater, och mindes länge i Sverige. År 1788 skrevs: "Fru Hus har lämnat efter sig ett rum, som ännu icke blifvit uppfyldt". I många år efter hennes avresa jämfördes varje ny franska skådespelerska i Stockholm till sin nackdel med Sophie Hus.

## Senare karriär
Sophie Hus tvingades fullgöra vintersäsongen 1786-87 på sitt kontrakt innan hon fick avsked. Armfelt skrev: "Ändtligen har Markoff rest och lämnat m:me Hus i djup sorg. Då hon igår spelade eugenie, trode man sig märka, att hon brast i gråt, när hon betracktade hans loge, men elakheten, som ej respekterar de mest oskyldigaste tårar, påstår att det blott beror på Rasumoffsky att torka hennes gråt".  Hus inledde dock inte något förhållande med Markoffs efterträdare. 
Vid påsken 1787 lämnade Hus Sverige och "på enständig begäran afskedad" och engagerades vid franska teatern i Ryssland, där hon var aktiv fram till 1799. Hon ska ha återupptagit förhållandet med Markoff, och åtföljde honom år 1801 till Paris, där han undertecknade ett fördrag med Napoleon I. Hennes dödsår är okänt, men hon antas ha avlidit i Sankt Petersburg strax efter år 1831.    

## Inom kulturen
År 1786 trycktes komedin Le Desertice eller Rymmerskan, en fars i 12 scener, inspirerad av Sophie Hus' rymningsförsök. Den var utgiven anonymt och tillskriven både Hallman och Gustav III. Sophie Hus porträtteras där som "M.me Superlative".

### Fotnoter
1. 1 2 3 4 5  Oscar Levertin: Teater och drama under Gustaf III, Albert Bonniers förlag, Stockholm, Fjärde Upplagan (1920).